# Palenica (Beskid Żywiecki)
Palenica (1343 m, słow. Brts) – szczyt w Grupie Pilska w Beskidzie Żywiecko-Orawskim (na Słowacji są to Oravské Beskydy). Znajduje się w głównym grzbiecie pomiędzy Trzema Kopcami| (1216 m) a Przełęczą Cudzichową (ok. 1300 m), oddzielającą Palenicę od Szczawinki zwanej też Munczolikiem (1356 m).
Palenica jest jednym z 10 najwyższych szczytów w całych polskich Beskidach. Przebiega przez nią granica polsko-słowacka oraz Wielki Europejski Dział Wodny. Północne stoki Palenicy są polskie i opadają do doliny potoku Sopotnia, południowe do doliny słowackiego potoku Mutnianka. Na wschodnich, opadających do Przełęczy Cudzichowej stokach Palenicy znajduje się duża hala pasterska. Jej polska część to Cudzichowa, część słowacka miała nazwę Kruszetnicka Polana, ale już zarosła młodym lasem. Przez szczyt Palenicy prowadzą dwa szlaki turystyczne.
Polskie stoki Palenicy znajdują się w granicach wsi Sopotnia Wielka w województwie małopolskim, w powiecie żywieckim, w gminie Jeleśnia.

## Problemy z nazwą
Pierwotnie szczyt ten nazywał się Szyproń, Andrzej Komoniecki w swoim Dziejopisie żywieckim podaje nazwę Syfron. Jest to w Karpatach nazwa unikatowa, jedynie w Wielkiej Fatrze na Słowacji występuje druga taka nazwa – Šiprúň. Prawdopodobnie Kazimierz Ignacy Sosnowski usłyszał gdzieś nazwę szczytu Szyproń i wprowadził ją (nieco zniekształconą), ale na inny szczyt, po wschodniej stronie Przełęczy Cudzichowej (Szypruń zwany także Munczolikiem lub Szczawinką).
Później Szyproń znany był pod nazwą Polanica od dużej polany na jej wierzchołku, jednak kartografowie zniekształcili nazwę na Palenicę.

## Szlaki turystyczne
schronisko PTTK na Hali Rysianka – Trzy Kopce – Palenica – Hala Miziowa (Główny Szlak Beskidzki)
  słowacki szlak graniczny